# Roberto Vecchione
Roberto Vecchione, född 1963, är en italiensk travkusk och travtränare. Han är mest känd som catch driver åt tyske travtränaren Holger Ehlert, som också är verksam i Italien. Han har kört hästar som Nesta Effe, Ringostarr Treb och Zacon Gio.

## Karriär

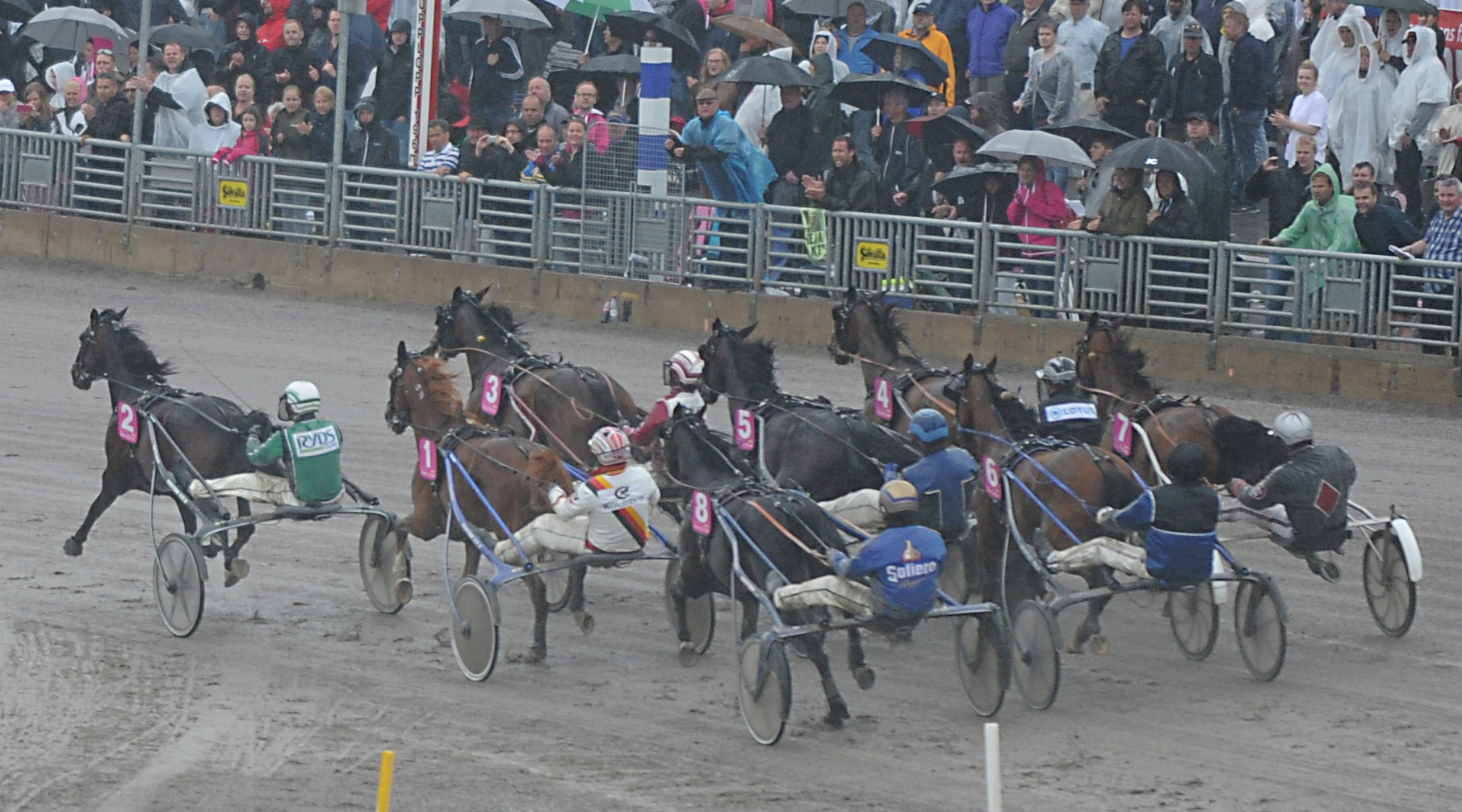
Elitloppet 2013: Vecchione och Nesta Effe i rygg på ledande Sebastian K. och Åke Svanstedt.

Vecchione har vunnit ett flertal storlopp över hela världen, bland annat Europeiskt femåringschampionat (2012), Gran Premio Nazionale (2013) och Prix d'Etain Royal (2013). Den 1 augusti 2019 segrade han tillsammans med Zacon Gio i International Trot på Yonkers Raceway. Segern var värd 500 000 dollar.

### Sverigebesök
Vecchione har tävlat ett flertal gånger i Sverige, bland annat 2011 då han körde Nesta Effe i Fyraåringseliten, och 2013 då han körde densamme i årets upplaga av Elitloppet. Ekipaget vann då sitt försöksheat och blev oplacerade i finalheatet. 2016 fick Vecchione i uppdrag att köra Ringostarr Treb, då tränad av Wilhelm Paal i Hugo Åbergs Memorial på Jägersro. Ekipaget slutade oplacerade.

## Segrar i större lopp
| År   | Lopp                           | Häst            | Tränare         | Lopptyp |
| ---- | ------------------------------ | --------------- | --------------- | ------- |
| 2009 | Gran Premio Campionato Europeo | Algiers Hall    | Holger Ehlert   | Grupp 1 |
| 2010 | Gran Premio Orsi Mangelli      | Nesta Effe      | Holger Ehlert   | Grupp 1 |
| 2010 | Gran Premio Allevatori         | Occhione Jet    | Massimo Finetti | Grupp 1 |
| 2011 | Gran Premio Continentale       | Nesta Effe      | Holger Ehlert   | Grupp 1 |
| 2012 | Europeiskt femåringschampionat | Nesta Effe      | Holger Ehlert   | Grupp 1 |
| 2013 | Prix d'Etain Royal             | Nesta Effe      | Holger Ehlert   | Grupp 1 |
| 2013 | Finlandialoppet                | Nesta Effe      | Holger Ehlert   | Grupp 1 |
| 2013 | Elitloppet (2013), försök      | Nesta Effe      | Holger Ehlert   | -       |
| 2014 | Gran Premio Campionato Europeo | Osasco di Ruggi | Holger Ehlert   | Grupp 1 |
| 2014 | Gran Premio delle Nazioni      | Moses Rob       | Salvatore Carro | Grupp 1 |
| 2016 | Gran Premio Campionato Europeo | Ringostarr Treb | Holger Ehlert   | Grupp 1 |
| 2016 | Gran Premio Freccia d'Europa   | Ringostarr Treb | Holger Ehlert   | Grupp 1 |
| 2018 | Gran Premio delle Nazioni      | Uragano Trebi'  | Holger Ehlert   | Grupp 1 |
| 2019 | Gran Premio d'Europa           | Zacon Gio       | Holger Ehlert   | Grupp 1 |
| 2019 | International Trot             | Zacon Gio       | Holger Ehlert   | -       |
| 2020 | Gran Premio Lotteria           | Zacon Gio       | Holger Ehlert   | Grupp 1 |
| 2020 | Derby italiano di trotto       | Bleff Dipa      | Holger Ehlert   | Grupp 1 |